# Danka a Janka
Danka a Janka je československý animovaný seriál, který zobrazuje příhody dvou sester dvojčat. Seriál byl vyroben v letech 1971 až 1988. Nakreslil a režíroval ho Ján Dudešek.

## Části
1. Človiečik z budíka
2. Medveď Demeter
3. Gevenducha
4. Slimačí domček
5. Rybka
6. Kozí list
7. Javor
8. O veľkých pretekoch
9. O zázračnom klobúčiku
10. O všadebolovi
11. O sťahovavom vrabcovi
12. O belasom vrecku
13. O kašovej hostine
14. Ako rastie tráva